# خطای قابل برگشت
در نظام حقوقی ایالات متحده، خطای قابل برگشت (انگلیسی: Reversible error) به اشتباهی اطلاق می‌شود که در جریان دادرسی رخ داده و به حدی بر حقوق یکی از طرفین دعوی تأثیر گذاشته که در صورت اعتراض صحیح آن طرف در دادگاه بدوی، می‌تواند منجر به نقض حکم و ارجاع پرونده برای رسیدگی مجدد شود. این خطا می‌تواند ناشی از اشتباه قاضی در تفسیر یا اعمال قانون، پذیرش یا رد شواهد به اشتباه، یا ارائه دستورالعمل‌های نادرست به هیئت منصفه باشد. برای اینکه یک خطا قابل برگشت شناخته شود، باید نشان داده شود که این خطا به احتمال زیاد بر نتیجه پرونده تأثیر گذاشته است. در مقابل، خطای غیرقابل برگشت  یا خطای بی‌ضرر (Harmless error) به خطایی گفته می‌شود که تأثیر قابل توجهی بر نتیجه پرونده نداشته و بنابراین نمی‌تواند مبنایی برای نقض حکم باشد.